# Rhytimorpha nigriceps
Rhytimorpha nigriceps är en stekelart som beskrevs av Szepligeti 1906. Rhytimorpha nigriceps ingår i släktet Rhytimorpha och familjen bracksteklar. Inga underarter finns listade i Catalogue of Life.